# Wollert Konow
Wollert Konow (16 de agosto de 1845 — 15 de março de 1924) foi um político norueguês, primeiro-ministro de seu país entre 1910 e 1912. Foi também presidente do parlamento (Storting).

## Juventude
Konow nasceu no bairro de Fana, na cidade de Bergen, Noruega. Ele era filho de Wollert Konow (1809–1881) e Marie Louise Oehlenschläger (1818–1910). Seu pai era escritor e autoridade eleita. Em 1842, seus pais compraram a histórica Stend Manor em Fana, onde Wollert Konow nasceu. Wollert Konow era neto do famoso poeta e dramaturgo dinamarquês Adam Oehlenschlager (1779-1850).
Ele era aluno da Escola da Catedral de Bergen. Depois de se formar em 1864, Konow foi para a Royal Frederick University em Christiania. Ele começou a estudar direito que nunca completou. Em 1868, ele começou uma escola em Halsnøy em Sunnhordland, onde foi professor e gerente até 1872. Em 1873, Konow assumiu a operação da fábrica em Stend e expandiu a propriedade adquirindo propriedades vizinhas.

## Carreira
Wollert Konow foi prefeito de Fana na maior parte do tempo entre 1880 e 1901, e foi em 1877–1879 deputado ao Parlamento por Søndre Bergenhus amt (agora Hordaland). Ele serviu como Ministro da Agricultura em 1910 e Ministro da Auditoria 1910-1912. Ele foi presidente Odelsting de 1884-1887 e presidente de Storting em 1888 e novamente de 1897 a 1899. Ele foi um membro do conselho central do Partido de Esquerda Liberal de 1909 a 1912. Wollert Konow serviu como primeiro-ministro por um período de dois anos como líder de uma coalizão que combinava elementos de dois partidos concorrentes; Høgre e Frisindede Venstre. O governo de coalizão de Konow chegou ao fim em 1912 depois que ele declarou sua simpatia pela língua rural Landsmål durante o auge do conflito da língua norueguesa que causou conflito com partidários de Riksmål. Após a derrota nas eleições de 1912, Konow estava fora da política para sempre e passou o resto de sua vida em Stend.
Ele era comumente referido como Wollert Konow (SB) para diferenciá-lo de Wollert Konow (H), que era seu primo e político contemporâneo de Hedemark . As iniciais "SB" significavam "Søndre Bergenhus", o agora extinto eleitorado que Konow representava na política nacional.

## Vida pessoal
Em 1875, casou-se com Fredrikke Wilhelmine Kooter (1854-1935), filha de Jacob Blaauw Kooter (1818-1887) e Marie Frederikke Balchen (1817-1883). Konow foi membro suplente do Comitê Nobel norueguês de 1913 a 1922 e membro do Comitê de 1922 até sua morte em Stend em Fana em 1924.

## Stend Manor
Stend Manor ( Stend hovedgård ) era uma propriedade histórica que pertencera à Abadia Nonneseter de Bergen durante a Idade Média. Por volta de 1682, o edifício principal foi construído em madeira como um único andar com três alas. Em 1842, o Dr. Wollert Konow adquiriu Stend. Em 1861, Stend foi comprado pelo condado de Søndre Bergenhus (agora Hordaland). Desde então, já abrigou uma escola agrícola. Sob a direção do arquiteto Erlend Tryti (1885-1962), extensas obras de renovação e restauração foram realizadas nos anos 1921-1922. O edifício principal foi restaurado no final dos anos 1980 e no início dos anos 1990.